# Троицкий, Матвей Михайлович
Матвей Михайлович Тро́ицкий (1 [13] августа 1835 — 22 марта [3 апреля] 1899) — русский психолог, философ

; представитель эмпирической философии в России, инициатор создания и первый председатель Московского психологического общества, профессор Казанского, Варшавского и Московского университетов.

## Биография
Сын дьякона церкви села Спас-Прогнанье Боровского уезда Калужской губернии; родился 1 (13) августа 1835 года. С тринадцати лет он начал обучение в Калужской семинарии. Там у него и появился первый интерес к психологии. В 1853 году, после окончания семинарии, он отправился в Киев, с намерением посвятить себя изучению философии и психологии, и поступил в Киевскую духовную академию. В 1857 году за сочинение «Суждения святых отцов и учителей II и III века об отношении греческого образования к христианству» он был признан вторым учеником курса и в следующем году на основе этого сочинения защитил магистерскую диссертацию по богословию. Оставленный при академии сначала в качестве преподавателя по классу философских наук («История древней философии») и греческого языка в низшем отделении, в 1859 году он был назначен бакалавром академии. В это же время в университете Св. Владимира в Киеве он прослушал курсы по общей и сравнительной анатомии, по нервной физиологии и патологии.
В декабре 1861 года М. М. Троицкий перешёл на государственную службу, сначала во 2-й департамент Министерства государственных имуществ; 18 июня 1862 года он перешёл на службу в систему Министерства народного просвещения и сразу же был отправлен, вместе с С. П. Автократовым и М. И. Владиславлевым, в заграничную командировку. Эта командировка проходила, с 23 июня 1862 года по 1 октября 1864 года, в ряде крупнейших университетах Германии: в Йене (лекции К. Фишера по истории новейшей философии); в Гёттингене (Р. Лотце и Г. Тейхмюллер); в Лейпциге (Г. Т. Фехнер и М. Дробиш). Итогом его командировки стало сочинение «Немецкая психология в текущем столетии…» (1867), во время работы над которой Троицкий пережил сильнейший умственный кризис, приведший к смене авторитетов: если в Германию он отправился метафизиком, симпатизировавшим немецким философам, то теперь стал ярым их противником. Вынесенная на официальную защиту в качестве диссертации, работа Троицкого встретила категорические возражения, в частности, заведующего кафедрой философии в Московском университете П. Д. Юркевича, поэтому защита состоялась 31 мая 1867 года в Санкт-Петербургском университете; оппонентами были профессор Ф. Ф. Сидонский — знаток немецкого идеализма, и М. И. Владиславлев. Ещё до защиты М. М. Троицкий получил приглашение занять кафедру философии в только что открывшемся в Одессе, в 1865 году, Новороссийском университете, но отказался, отдав предпочтение Казанскому университету. Здесь 1 сентября 1867 года он приступил к работе в качестве экстраординарного профессора, а 12 июня 1868 года был утверждён в качестве ординарного профессора.
В 1869—1874 годах М. М. Троицкий преподавал в Варшавском университете. После смерти П. Д. Юркевича на две вакансии по кафедре философии историко-философского факультета Московского университета, профессора и доцента, из двух кандидатов первоначально выбран на должность доцента Вл. Соловьёв, с тем условием, что он будет отправлен в заграничную командировку для написания докторской диссертации и подготовки к профессорскому званию. Однако вскоре Совет университета вынес решение назначить профессором Троицкого, а доцентом — Соловьёва; 25 августа 1875 года М. М. Троицкий был утверждён ординарным профессором на кафедру философии Московского университета и до 1886 года был единственным профессором философии в университете.
В 1880 году М. М. Троицкий стал деканом историко-филологического факультета Московского университета (первый срок 1880—1884 годы, второй — 1889—1891 годы, третий — 1893—1894 годы). В 1885 году по инициативе Троицкого был создано Московское психологическое общество и был его председателем до 1887 года.
В 1886 году Троицкий по выслуге 30 лет оставил кафедру и уехал на два года за границу, вероятно, поправить здоровье.
С 1887 года он — Заслуженный профессор Московского университета.
По возвращении из-за границы он занялся написанием книг (по логике) и продолжил преподавание: до последних дней своей жизни он вёл курс логики в Московском университете, курсы педагогики в Первой женской гимназии и курсы по эстетике и истории искусств в Московской консерватории.
Умер 22 марта (3 апреля) 1899 года. Похоронен на кладбище Донского монастыря.

## Научная деятельность
М. М. Троицкий — искренний сторонник позитивистской философии и, на этой основе, один из идеологов (наряду с К. Д. Кавелиным, Г. Н. Вырубовым, П. Л. Лавровым, Н. К. Михайловским) индустриального общества. Перед другими философскими течениями России конца XIX века у позитивизма было то очень существенное преимущество, что по своей сущности он ориентирован прежде всего на практическую деятельность, он технократичен, но при этом и «законопослушен», и, в целом, достаточно оптимально подходит на роль государственной идеологии.
В 1867 году вышла работа Троицкого «Немецкая психология», которой была построена на противопоставлении двух подходов: дедуктивного и индуктивного. Троицкий обосновывал такое противопоставление следующим образом. Одни люди («умы терпеливые») в силу естественных склонностей «…показывают особую чуткость к тому, что есть в действительности, для них есть особое очарование в том, чтобы узнавать то, что создала природа, удивляться величию мира и его Творца»; такими людьми создается эмпирическая, или индуктивная, философия. Другие же люди («умы нетерпеливые»), напротив, имеют «особую чуткость к абстрактным элементам нашего мышления и тому, что из этих элементов может быть создано, и они полагают, что для остроумного таланта достаточно немногих фактов, чтобы извлечь из них богатые последствиями выводы»; это — создатели рационалистической, или дедуктивной, философии.
Логику М. Троицкий определял как науку о началах очевидности и о научных способах её достижения. Он ошибочно полагал, что критерием истины во всех случаях должна быть очевидность, под которой он понимал «ясное и раздельное усмотрение». Он выступал против априорных принципов и искал очевидности законов природы и человеческой деятельности.
М. Троицкий критиковал Вундта, Баумгартена и Струве за метафизическое истолкование закона тождества, согласно которому каждый предмет всегда равен самому себе. Он высказывал оригинальные взгляды на законы противоречия и исключённого третьего.
Выбор Троицкого был сделан в пользу индуктивного метода. А идейными учителями стали представители английской эмпирической философии (Ф. Бэкон, Дж. Локк), и психологи ассоциативного направления (Д. Юм, Д. Гартли, Т. Браун, А. Бэн). Однако, приняв сторону английской философии, Троицкий, по словам А. А. Козлова, совершил «произвольное и бесцеремонное надругательство над немецкой философией», просмотрев убийственную критику английского эмпиризма, прозвучавшую в немецкой философии, и продолжал трактовать «наличные состояния сознания» действительным началом истинной умозрительной философии.
Е. Н. Трубецкой писал: 

Троицкий… был в высокой степени ограниченный, а при этом и чрезвычайно невежественный в истории философии человек. Он уснащал свои лекции дешёвым и плоским глумлением над германскими философами; но сама азбука немецкой философии была ему совершенно не известна… Изругав с безвкусными шуточками «метафизику», Матвейка затем очень ясно излагал либо логику Милля, либо современные психологические учения, преимущественно английские, то есть всё, что он знал, причём он достигал ясности, систематически пропуская все трудности.— Трубецкой Е. Н. Воспоминания. — София. 1921
Н. А. Котляревский к этому добавлял: 

Он не оставлял ни одной сколько-нибудь сложной мысли, не упростив её до неузнаваемости, и так утрамбовывал для нашей мысли дорогу, что самые хитрые системы с их недосягаемыми вершинами и безднами казались нам совсем гладкой плоскостью. Мы бывали в восторге от этой ясности— Котляревский Н. Старинные портреты. — СПб., 1907
Стремление буквально следовать установке эмпиризма не признавать за душой изначальное содержание привело Троицкого к положению, что «всё, что постепенно сформировывается в нашем духе, всё это сформировывается вследствие известных условий. Затем, всё сформировавшееся в нашем духе продолжает существовать только потому, что продолжают существовать условия его образования… Впечатления в период времени, протекающий между их оригинальным существованием и воспроизведением в форме идей, абсолютно не существуют в духе… Память есть вещь несуществующая».
В лекциях Троицкого по психологии обнаруживается довольно прихотливое сочетание разнообразных подходов к психическому: вопреки эмпирической установке им были введены некоторые теоретические конструкты, противоречащих друг другу («обусловленность духовных процессов материальным» — «творящая природа духовного», «закон ассоциации идей» — «невозможность взаимодействия мыслей» и пр.). В результате появился итоговый труд его жизни — «Наука о духе» (1882), в котором, в частности, он рассмотрел мотивацию как основанную на эмоциональных процессах, прежде всего на чувствах приятного и неприятного; в качестве источника формирования мышления указал, наряду с ощущениями, чувства и волю; трактовал пространственное восприятие как основанное на ассоциации разномодальных ощущений; указал на роль эталонов при восприятии; проанализировал влияние знака эмоций на ощущения и соматику; дал понимание чувства «космического» как основы нравственной оценки, а чувства «сходстваразличия» как основы эстетической оценки и пр.

## Труды
- Субъективные тоны // Библиотека для чтения. — 1862. — VII. — С. 53—66 — о гармонических обертонах
- О лекциях Куно-Фишера, Фортлаге и Тренделенбурга // Журнал Министерства Народного Просвещения. — 1862. — Ч. 117; 1863. —Ч. 117, 118 и 119.
- Очерк чтений по метафизике профессора Лотце // Журнал Министерства Народного Просвещения. — 1863.
- Из чтений по психологии профессора Дробиша // Журнал Министерства Народного Просвещения. — 1864.
- Немецкая психология в текущем столетии. — М., 1867. (Изд. 2-е, 1883)
- Немецкая психология в текущем столетии. Том 1: Историко-критическое исследование с предварительным очерком успехов психологии со времен Бэкона и Локка — Изд. 2-е, 1883.
- Немецкая психология в текущем столетии. Том 2: Немецкая психология текущего столетия в её главных направлениях — Изд. 2-е, 1883.
- Наука о духе. Общие свойства и законы человеческого духа. В 2-х т. (Том 1, Том 2) — М., 1882. (М.: ЛИБРОКОМ, 2012)
- Современное учение о задачах и методах психологии. Речь, произнесенная в первом публичном заседании Психологического общества, состоящего при Имп. Московском Университете, 14 марта 1885. — М., 1885.
- К. Д. Кавелин: страница из истории философии в России // Русская Мысль. — 1885. — № 11.
- Учебник логики. — М.: тип. А. А. Гатцука, 1885—1888, 3 кн. Том 3
- Элементы логики. — М., 1887.